# 曹銳
曹锐（1868年—1924年11月30日），字健亭，中华民国政治人物、商人，天津人。曹锟的四弟。人稱「曹四爺」，民國成立後曾為直隶省省长、軍需部總監，甲子政變時，遭馮玉祥勒令自殺。

## 生平
幼时，曾在大沽钰盛号米庄学习做生意。后来曹锟逐渐在军事及政治上影响力增强，曹锐遂弃商从政。 清朝時為监生曾任陸軍第二鎮執法官。辛亥革命期间任兵站總辦。1912年初，任清朝直隸提法使；同年4月，任中华民国直隸布政使。1914年12月辭職。1915年10月，因為袁世凱稱帝，授上大夫加少卿銜。1916年，曹锟任直隶督军。1918年，经曹锟保荐，曹锐被任命为直隶省省长，从1918年1月任至1922年4月。
第二次直奉战争中，曹锐任直系的军需部总监。其间压制五四运动。並借包办直系军队被服和粮秣的机会，兴办了被服厂、利丰大米庄、同福饼干公司、任恒源纱厂董事长兼总理。1922年不任省长，此后为曹锟贿选而活动。1923年11月，获任命爲熱河林墾督辦，但未就任。
1924年，冯玉祥等人发动甲子政变，曹锐与曹锟均被囚禁在北京中南海延庆楼。当时兵站军需总监曹锐和公府收支处长兼兵站军需副监李彦青都被捕（李彦青于1924年12月15日被处决）。
1924年11月30日，曹锐在北京吞鸦片自杀身亡。